# اس‌ام یو-۵۶
اس‌ام یو-۵۶ (به انگلیسی: SM U-56) یک زیردریایی بود که طول آن ۶۲٫۲ متر (۲۰۴ فوت) بود. این زیردریایی در سال ۱۹۱۶ ساخته شد.